# Rebecca Faura
Pour les articles homonymes, voir Faura (homonymie).
 (juillet 2022).
Rebecca Faura est une actrice française, née le 7 mai 1993.

## Biographie
Elle a joué le rôle d'Elsa Martange dans la série télévisée Que du bonheur !.

## Filmographie

### Télévision
- 2005 : Faites comme chez vous ! (série télévisée) : Amandine Fouchard
- 2005-2008 : Merci, les enfants vont bien (série télévisée) : Violette
- 2006 : Mer belle à agitée (téléfilm) : Babette
- 2007 : Fabien Cosma (série télévisée) : Irène
- 2008 : Que du bonheur ! (série télévisée) : Elsa Martange